# Go!Go!ベジタン
『Go!Go!ベジタン』（ゴー!ゴー!ベジタン）は、日本の実写とコマ撮りの複合アニメ。
NHK教育のプチプチ・アニメの枠で放送された。

## あらすじ
宇宙のどこかにあるベジタン星から1機の円盤が飛び立った。しかし、隕石群を避けきれずに地球に不時着する。
その乗組員で地球の野菜とよく似たベジタン星人であるナスビンとトマトンは、衝突した際に失った円盤の代わりに地球の公園にある遊具で故郷に帰ろうとするが…。

## スタッフ
- アニメーション：越前屋俵太、環瀬戸内海アニメ技術研究所
- 音楽：どい あつし
- 出演：平智之（ナスビン1号）、越前屋俵太（トマトン2号）